# Gyrotaenia crassifolia
Gyrotaenia crassifolia är en nässelväxtart som först beskrevs av Hugh Algernon Weddell, och fick sitt nu gällande namn av Ignatz Urban. Gyrotaenia crassifolia ingår i släktet Gyrotaenia och familjen nässelväxter. Inga underarter finns listade i Catalogue of Life.